# Marios Neophytou
Marios Neophytou (* 4. Februar 1977 in Limassol) ist ein ehemaliger zyprischer Fußballspieler und heutiger -trainer.

## Karriere

### Verein
Neophytou begann seine Karriere 1993 beim AEL Limassol. Dort blieb er bis 1999, als er zu Anorthosis Famagusta transferiert wurde. Seine letzte Saison für Anorthosis Famagusta war wohl auch seine erfolgreichste. In dieser Saison schoss er insgesamt 33 Tore für sein Team und wurde damit Torschützenkönig in der First Division der Saison 2002/03. Nach dieser Leistung weckte er großes Interesse des griechischen Vereins OFI Kreta, wo er im Sommer 2003 hin wechselte. Doch nach nur einer Saison in Griechenland wechselte er wieder zurück nach Zypern und zwar zu APOEL Nikosia, wo er in drei Jahren 26 Tore schoss. Im Juni 2007 unterschrieb er einen Vertrag beim AEK Larnaka. Nach spielte er 2008 für Nea Salamis Famagusta und 2009 für Olympiakos Nikosia. Nach nur einem halben Jahr wechselte er dann zu APOP Kinyras Peyias. Doch auch dort absolvierte er nur neun Ligaspiele und wechselte daraufhin zum Zweitligisten Akritas Chlorakas, wo er bis zum Sommer 2012 dort als Spielertrainer fungierte. Im Juni 2012 wechselte Neophytou zum Ligakonkurrenten APEP Pitsilia wechselte, um dort die gleiche Tätigkeit auszuüben. Im April 2013 folgte ein weiterer Wechsel, dieses Mal er zu AO Agia Napa. Als Spielertrainer absolvierte er dort noch zwei Ligaspiele und beendete im Anschluss seine Karriere.
Im Oktober 2013 wurde er unter dem Bulgaren und Cheftrainer Iwajlo Petew Co-Trainer bei AEL Limassol. Nachdem Petew im November 2014 entlassen worden war, musste auch Neophytou seinen Posten räumen. Von Oktober 2015 bis Januar 2017 war er Co-Trainer von Ermis Aradippou.

### Nationalmannschaft
Von 2000 bis 2004 absolvierte er fünf Länderspiele für die Zyprische Fußballnationalmannschaft. Er debütierte am 15. November 2000 beim 5:0-Sieg im Rahmen der WM-Qualifikation gegen Andorra, wo er in der 74. Spielminute für Marios Agathokleous ins Spiel kam.